# Massif du Baygoura
Massif du Baygoura este o arie protejată (sit de importanță comunitară — SCI) din Franța întinsă pe o suprafață de 3.297 ha, integral pe uscat.

## Localizare
Centrul sitului Massif du Baygoura este situat la coordonatele 43°16′41″N 1°17′50″W / 43.27806°N 1.29716°V.

## Înființare
Situl Massif du Baygoura a fost declarat arie specială de conservare în baza directivei 92/43 din 1992 referitoare la conservarea habitatelor naturale și a faunei și florei sălbatice pentru a proteja 2 specii de plante și 2 specii de animale.

## Biodiversitate
Situată în ecoregiunea atlantică, aria protejată conține 8 habitate naturale: Pajiști uscate europene, Liziere de ierburi înalte hidrofile de câmpie și de nivel montan până la alpin, Turbării active, Mlaștini oligotrofe degradate, capabile încă de regenerare naturală, Mlaștini alcaline, Pante stâncoase silicioase cu vegetație casmofită, Păduri de Castanea sativa, Pajiști umede atlantice temperate cu Erica ciliaris și Erica tetralix.
La baza desemnării sitului se află mai multe specii protejate:
- plante (2): Soldanella villosa, Trichomanes speciosum
- nevertebrate (2): croitorul mare al stejarului (Cerambyx cerdo), rădașcă (Lucanus cervus)

Pe lângă speciile protejate, pe teritoriul sitului au mai fost identificate 1 specie de păsări.